# Loxosceles foutadjalloni
Loxosceles foutadjalloni är en spindelart som beskrevs av Jacques Millot 1941. Loxosceles foutadjalloni ingår i släktet Loxosceles och familjen Sicariidae.
Artens utbredningsområde är Guinea. Inga underarter finns listade i Catalogue of Life.